# Petr Apselamus
Svatý Petr Apselamus také Balsamus († 311, Aulana) byl palestinský křesťanský mučedník.

## Hagiografie
Informace o jeho životě pochází ze starověkého řeckého díla Acta Sanctorum. Mezi posledně jmenované patří jistý Petr, který není v jiných křesťanských dílech zmíněn. V díle je představený jako mladý muž poctivého křesťanského chování, který byl uvězněný v pevnosti v Aulaně v Palestině. Narodil se v Eleutheropolis do rodiny známé jako Balsamus.
Za císaře Maximina Daia byl za svou víru zatčen. Guvernér Palestiny Severus jej podrobil tvrdému výslechu. Severus jej nechal natahovat na skřipci a nutil ho uctít římské bohy. Petr odmítl zradit svou víru, a proto byl odsouzen k trestu smrti ukřižováním.
Jeho svátek se připomíná 11. ledna, v některých kalendářích 3. ledna.